# پارک ملی کواکاتا
پارک ملی کواکاتا (به لاتین: Kuakata National Park) یک پارک ملی در بنگلادش است که در ناحیه پتوکالی واقع شده است.